# دولنی دابنیک
دولنی دابنیک شهری در استان پلون کشور بلغارستان است که جمعیت آن در سال ۲۰۰۱ میلادی ۴٬۸۹۱ نفر بوده‌است.